# Лавика
Любо́вь Никола́евна Юна́к (укр. Любов Миколаївна Юнак; род. 26 ноября, 1985, Киев), творческий псевдоним Ла́вика (в англ. версиях песен как Lavika) — украинская певица, исполняющая песни в жанре поп-музыки, солистка группы «Лавика».

## Биография
Любовь Николаевна Юнак родилась 26 ноября в Киеве. С детства занималась балетной хореографией, сделав первые творческие шаги ещё в дошкольном возрасте на сцене Национальной оперы Украины. До начала вокальной карьеры успела получить два высших образования — психолога в Киевском Национальном Университете имени Т. Г. Шевченко и хореографа в ДАКККиМ.
В 2011 году Люба Юнак заключает контракт о сотрудничестве с генеральным продюсером компании Moon Records Андреем Пасичником, используя сценический псевдоним Лавика.
Первым синглом Лавики под руководством лейбла стала песня «Счастье цвета платины», на неё был снят дебютный видеоклип (режиссёр Сергей Перцев). Второй сингл «Вечный рай», принёс начинающей певице популярность и коммерческий успех. По данным сайта tophit.ru сингл в течение двух месяцев удерживался в двадцатке самых ротируемых песен украинских радиоэфиров.
В августе 2011 года Лавика удостоена музыкальной премии «Хрустальный микрофон» в номинации «Прорыв года».
Летом 2011 года Люба Юнак приняла участие в съемках короткометражного фильма «Хулиган», который осенью был презентован на МКФ «Молодость» в Киеве. Кадры из фильма вошли в видеоклип на песню «Ты уходи», режиссёром стал Игорь Лымарь.
Осенью 2011 года Лавика представляет новый сингл «Осень — это я!», а в октябре выходит одноимённый клип, режиссёр Сергей Ткаченко, работавший с такими артистами, как: Ёлка, МакSим, Тимур Родригез, группа «Винтаж» и другие.
29 декабря 2011 года на украинском лейбле Moon Records выходит дебютный альбом Лавики под названием «Сердце в форме солнца». Релиз включил три диска — альбом с 15 треками, диск «Танцуют все» с хитами и DVD с биографическим фильмом о Лавике.
В марте 2012 года Лавика представила видео на песню с дебютного альбома — «В городе весна». По данным первого на Украине исследования Billboard Chart Show, в первые недели показа «В городе весна» стал самым ротируемым клипом в эфире украинского телевидения. Съемки прошли в Стамбуле. Режиссёром был: Александр Филатович, работавший с Александром Рыбаком, группой «Горячий Шоколад», Виталием Козловским, Александром Пономарёвым, певицей Alyosha, группой NikitA и другими артистами.
Летом 2012-го Лавика выпустила новый сингл «Все в моей душе», на который в Турции, был снят видеоклип режиссёром Алексеем Ламахом. В первые 3 дня видео собрало более 350000 просмотров. До этого, Алексей работал с такими артистами, как Дима Билан, Никки Джамал и другими.
Сентябрь 2012. Лавика представила новый сингл «Коснемся губами». Режиссёром одноимённого видео стал известный украинский клипмейкер Алан Бадоев
Февраль 2013. Певица представила на суд зрителей кавер-версию культовой песни «Che Guevara».
В мае 2013 года Лавика презентует новый сингл «Лето». Песня записана на двух языках — русском и английском. В июне в свет выходят видеоклипы на обе версии, снятые режиссёром Александром Филатовичем, ранее работавшим с певицей над клипом «В городе весна». Съемки проходили в Португалии.
Конец августа 2013. Новый сингл и видеоклип «Капли дождя» — это творческая коллаборация Лавики и Kishe. Нежная и мелодичная композиция, словно настоящий шепот дождя, заряжает осенним и влюбленным настроением. В любом ливне есть отголоски вечности и любви, именно так считает Андрей Kishe. На новый трек его вдохновили танцы игривых капель по стеклу, за которыми хочется наблюдать часами. Именно в этот момент Андрей и понял, что чарующий голос Лавики способен превратить стук дождя в настоящее волшебство. Результатом такой магии природы и вдохновения стала поистине волшебная композиция «Капли дождя». О вечном, влюбленном и нежном в такт падающим каплям поют Лавика и Kishe.
Сентябрь 2013. Через полтора года с момента выхода дебютной пластинки, от душевного разговора альбома «Сердце в форме солнца» повзрослевшая Лавика переходит к новой истории под названием «Коснемся губами». Треклист альбома включает в себя 11 композиций. Громким радио-хитам «Коснемся губами», «Лето», «Все в моей душе» составили компанию абсолютно новые песни, среди которых и сингл осени «Капли дождя» — романтичный дуэт с известным певцом и шоуменом Kishe. Традиционно, Лавика не оставила поклонников без приятных бонусов. Помимо CD с 11 новыми композициями и 5 наиболее яркими ремиксами, релиз включает DVD c фотографиями музыкантов и десяткой топовых видеоклипов, активно ротированных на телеканалах СНГ. Кроме того, диск содержит LIVE-концерт, исполненный Лавикой вместе с сессионными музыкантами и записанный на студии ФДР. Новый альбом «Коснемся губами» принес в творчество Лавики больше ночных ритмов, женских эмоций, историй любви, но по-прежнему сохранил неиссякаемый оптимизм, влюбленность в жизнь и музыку. В декабре 2013 года альбом «Коснемся губами» вышел также на виниле.
В декабре 2013 года Люба защищает кандидатскую диссертацию по теме «Социально-психологические особенности идентификации подростков при вхождении в различные музыкальные субкультуры» в Острожской Академии и обретает статус кандидата психологических наук.
В январе 2014 года представляет новый сингл «Я рядом» и его англоязычную версию «Don’t Let Me Go». Клип на новый сингл, снятый режиссёром Александром Филатовичем, также вышел в двух версиях.
28 марта 2014 года Лавика презентует новую песню «Родные люди», записанную в новом для музыкального творчества певицы жанре dance-pop.
Ноябрь 2014 в дуэте с Татьяной Решетняк презентует драйвовый хит «Я или она». Лирик видео попадает на центральные каналы телевидения.
Март 2015 выход романтического сингла «Всегда твоя».
В феврале 2016 года принимает участие в Национальном отборе песенного конкурса Евровидение с авторской песней «Hold me».
Лавика организовывает и участвует в благотворительных проектах, привлекает внимание к проблеме бездомных животных. В рамках благотворительной акции Star Shopping на один день превращается в продавца-консультанта женского белья, вырученные средства за продажи которого отправляются на покупку игрушек для детских домов. Люба дает бесплатные концерты в детских больницах и работает волонтером арт-терапевтом в отделении детской онкологии.
С 2014 по 2017 год Любовь Юнак работает телеведущей «Старт-UP Show» M1 (телеканал, Украина)
2018 году певица выходит замуж за Владимира Борисенко, но через полгода в сетях пара признается, что расстались, а выручку за обручальные кольца отдают на благотворительность .
6 апреля 2020 года выходит кавер на песню группы Скрябин (группа) «Квинты», саунд-продюсером которой становится возлюбленный Лавики Ivan Taiga.
В конце 2020 Лавика выпускает украиноязычный альбом «Давай со мною» и англоязычный сборник «Feelings».
В феврале 2021 года выходит композиция «Фьорды». В радиоинтервью на презентации трека Люба делится, что песня имеет скрытый смысл: «В психологии есть такое понятие, как проживание „детских травм“ через взаимоотношения и любовь. Мы все решаем свои внутренние конфликты через любимого человека и вот почему нам так особенно больно терять. Я это знаю… мое сердце там было. Несколько ночей с Иваном Taiga мы провели на студии. Это чувство боли сложно передать словами, ведь хочется чтоб каждое окровавленное сердце через песню получило свой отклик и поддержку. Просто настало время глубоких чувств, а ведь от них бывают шрамы…»

## Дискография

### На русском языке
| Название              | Информация                                                                     |
| --------------------- | ------------------------------------------------------------------------------ |
| Сердце в форме солнца | - Релиз: 29 декабря 2011 - Лейбл: Moon Records - Формат: цифровая дистрибуция  |
| Коснёмся губами       | - Релиз: 10 сентября 2013 - Лейбл: Moon Records - Формат: цифровая дистрибуция |

### На английском языке
| Название    | Информация                                                                     |
| ----------- | ------------------------------------------------------------------------------ |
| My Only One | - Релиз: 25 сентября 2015 - Лейбл: Moon Records - Формат: цифровая дистрибуция |

### Официальные мини-альбомы (EP’s)
| Название      | Информация                                                                    |
| ------------- | ----------------------------------------------------------------------------- |
| Родные люди   | - Релиз: 17 мая 2014 - Лейбл: Moon Records - Формат: цифровая дистрибуция     |
| На краю небес | - Релиз: 15 августа 2015 - Лейбл: Moon Records - Формат: цифровая дистрибуция |

### Альбом ремиксов
| Название    | Информация                                                                    |
| ----------- | ----------------------------------------------------------------------------- |
| Танцуют все | - Релиз: 25 февраля 2012 - Лейбл: Moon Records - Формат: цифровая дистрибуция |

### Официальные синглы
| Название                                        | Альбом                           | Год  |
| ----------------------------------------------- | -------------------------------- | ---- |
| «Счастье цвета платины»                         | Сердце в форме солнца            | 2011 |
| «Вечный рай»                                    | Сердце в форме солнца            | 2011 |
| «Ты уходи»                                      | Сердце в форме солнца            | 2011 |
| «Осень — это я»                                 | Сердце в форме солнца            | 2011 |
| «В городе весна»                                | Сердце в форме солнца            | 2012 |
| «Всё в моей душе»                               | Коснёмся губами                  | 2012 |
| «Коснёмся губами»                               | Коснёмся губами                  | 2012 |
| «Che Guevara» (Dbstp)                           | Коснёмся губами                  | 2013 |
| «Лето» / «Summer»                               | Коснёмся губами / My Only One    | 2013 |
| «Цунами»                                        | Коснёмся губами                  | 2013 |
| «Капли дождя» (feat. Kishe)                     | Коснёмся губами                  | 2013 |
| «Я рядом» / «Don’t Let Me Go»                   | Коснёмся губами / My Only One    | 2014 |
| «My Only One» / «Родные люди»                   | My Only One / Родные люди (EP)   | 2014 |
| «Я или она» (feat. Татьяна Решетняк)            | TBA                              | 2014 |
| «Pretty Lie» (feat. TIANA)                      | My Only One                      | 2014 |
| «You Make Me Smile» / «Всегда твоя»             | My Only One                      | 2015 |
| «The Last Beat Of Your Heart» / «На краю небес» | My Only One / На краю небес (EP) | 2015 |
| «Never Say Goodbye» / «Горе — не беда»          | My Only One / TBA                | 2015 |
| «Catch Me» / «Ты в моём сердце»                 | My Only One / TBA                | 2015 |
| «Осколки льда» / «Body Cries»                   | TBA                              | 2015 |
| «Hold Me»                                       | TBA                              | 2016 |
| «Танцы в ля-миноре»                             | TBA                              | 2016 |
| «Feelings» / «Строчки»                          | TBA                              | 2016 |

### DVD
- 2012 — «Сердце в форме солнца» (биографический фильм)[13]
- 2013 — «Коснёмся губами» (видеоклипы, LIVE-концерт)[14]

## Клипы
- «Случайность любви» (2010, реж. Александр Ковтун)
- «Подруга (Зубки)» (2010, реж. Александр Образ)
- «Счастье цвета платины» (2011, реж. Сергей Перцев)
- «Вечный рай» (2011, реж. Сергей Перцев)
- «Ты уходи» (2011, реж. Игорь Лымарь)[15]
- «Осень — это я» (2011, реж. Сергей Ткаченко)
- «В городе весна» (2012, реж. Александр Филатович)
- «Всё в моей душе» (2012, реж. Алексей Ламах)
- «Коснемся губами» (2012, реж. Алан Бадоев)
- «Che Guevara» (2013, реж. Алексей Ламах)
- «Лето» / «Summer» (2013, реж. Александр Филатович)
- «Капли дождя (дуэт с Kishe)» (2013, реж. Александр Филатович)
- «Я рядом» / «Don’t Let Me Go» (2014, реж. Александр Филатович)
- «Родные люди» / «My Only One» (2014, реж. Владимир Якименко)
- «Я или она (Lyric video) (дуэт с Тианой)» (2014, реж. Cameralight (П. Кильдау, Т. Голубков, Р. Безверхий)
- «Всегда твоя» / «You make me smile» (2015, реж. Владимир Якименко)
- «Осколки льда» (2015, реж. Инна Грабар)

### Достижения
- Хрустальный Микрофон (номинация «Прорыв года»)[16]
- В спецвыпуске издания IFamous.me «Люди года 2012» «Лавика» названа одной из самых популярных молодых исполнительниц.[17]
- YUNA 2012 (номинация «Открытие года»)[18]